# Time
Time («Тайм», стилизуется внутри журнала как TIME, с англ. — «время») — американский еженедельный журнал и информационный портал со штаб-квартирой в Нью-Йорке. Впервые номер журнала вышел в Нью-Йорке 3 марта 1923 года; долгие годы журнал издавался одним из его основателей, Генри Люсом. В Лондоне выходит европейская версия Time Europe (ранее называвшаяся Time Atlantic), которая освещает события стран Европы, Ближнего Востока, Африки, а с 2003 года и Латинской Америки. В Гонконге выпускается азиатская версия Time Asia. В Сиднее выходит версия журнала для Австралии, Новой Зеландии и Тихоокеанского региона. До декабря 2008 года выходила также канадская версия Time Canada.
В 2012 году тираж журнала Time составлял 3,3 млн экземпляров, что выводило его на 11-е место по объёму тиража среди журналов США и на 2-е место по еженедельному тиражу после журнала People (в 2007 году его тираж составлял около 3,4 млн экземпляров). В июле 2017 года его тираж составлял 3 028 013 экземпляров, а к концу года сократился до 2 миллионов. Насчитывается 26 миллионов читателей печатной версии журнала, из них 20 миллионов — американцы. Ранее выпускавшийся нью-йоркским издательством Time Inc., с ноября 2018 года журнал Time выпускается издательством TIME USA, LLC, владельцем которого является Марк Бениофф, выкупивший его у корпорации Meredith Corporation.

## История

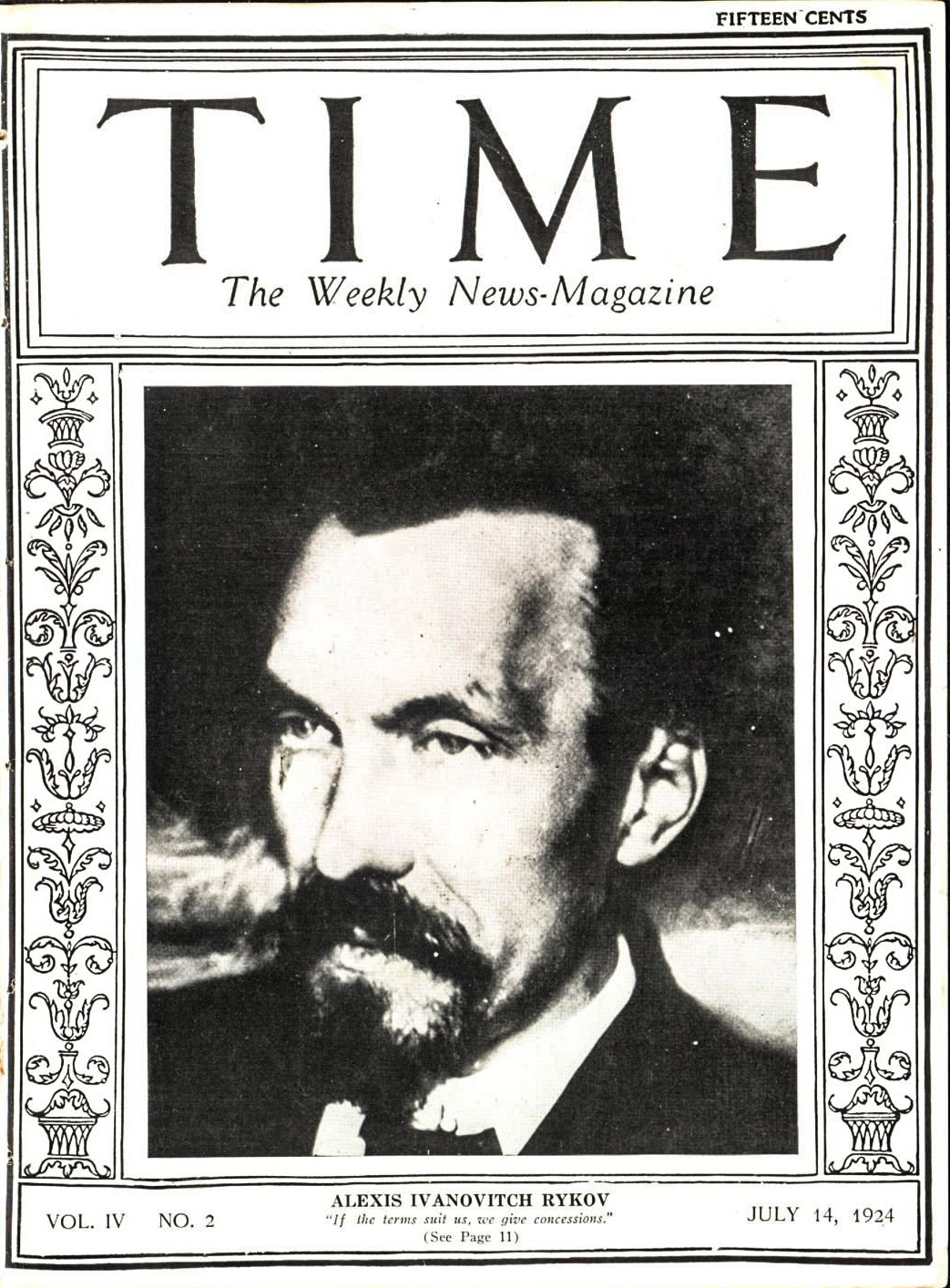
Алексей Рыков на обложке журнала Time от 14 июля 1924 года

Первый выпуск журнала поступил в продажу 3 марта 1923 года. Идея создания газеты Time пришла в голову Генри Люсу и Брайтону Хэддену в ходе собрания в резиденции тайного общества студентов престижного Йельского университета «Череп и кости».
Это был первый новостной еженедельник в США. Первоначально Люс и Хэдден дали журналу название Facts. Они хотели подчеркнуть краткость журнала, чтобы занятый человек мог прочитать его за час. Позже они изменили название на Time и использовали слоган Take Time — It’s Brief.
Десять лет спустя у Time появился конкурент — Newsweek. До смерти Льюса в 1967 году журнал отражал его умеренно консервативные взгляды.
В 1987 году Джейсон МакМанус сменил Генри Грюнвальда на посту главного редактора и руководил журналом до 1995 года, пока Норман Перлстай не сменил его.
Фирменный формат журнала предусматривал несколько десятков статей, в сжатой форме резюмирующих наиболее важные темы недели в области внутренней и внешней политики, бизнеса, образования, науки, медицины, права, религии, спорта, книгоиздания и искусства.
Современный Тime является ядром самого большого в мире холдинга в области средств массовой информации и шоу-бизнеса — WarnerMedia. Помимо американской, выпускаются европейская (Лондон), азиатская (Гонконг) и австралийская (Сидней) версии журнала.
В 2018 году американская компания AT&T купила WarnerMedia, фактически став владельцем Time.

## Человек года
Традиционно журнал Time называет в последнем декабрьском номере «человека года». Номинация «Человек года» присуждается с 1927 года, когда этого звания удостоился летчик Чарльз Линдберг, впервые в истории в одиночку перелетевший Атлантику.
Персону года выбирает исключительно исполнительный редактор. В разные годы человеком года становились Франклин Рузвельт (трижды), Адольф Гитлер (1938), Иосиф Сталин (1939, 1942), Рональд Рейган, Михаил Горбачёв (дважды — в 1987 и 1989 годах), абстрактный Американский солдат, а также пользователь интернета. В 2007 году человеком года назван Президент России Владимир Путин. В 2008, человеком года выбран Барак Обама. В 2010 году основатель и глава компании Facebook Марк Цукерберг. В 2011 году человеком года вновь выбран собирательный образ: «протестующий» («мятежник»). В 2021 году человеком года выбран Илон Маск. А в 2022 году им стал Владимир Зеленский.

## Герои года
В 2021 году «Героями года-2021» стали ученые, принимавшие участие в создании вакцин: иммунолог Киззмеки Корбетт, заместитель директора американского регулятора CDC Барни Грэма, венгерский биохимик Каталин Карико и американец Дрю Вайсман, которые занимаются разработками технологии мРНК.

## 100 персон года
Начиная с 1999 журнал публикует также Time 100 — список ста наиболее влиятельных людей года. Список выбирается комиссией учёных.

## 100 персон XX века
В июне 1999 года был список «Time 100: Герои и кумиры XX века». Кандидатов отбирала комиссия американских историков, журналистов и политиков. В декабрьском выпуске 1999 года был назван человек столетия по версии Time, им стал Альберт Эйнштейн.